# القصر (غرناطة)
القصر هي مدينة ومنطقة إسبانية تابعة لبلدية أرجبة في مقاطعة غرناطة في منطقة الأندلس المتمتعة بالحكم الذاتي. تقع في الجزء الجنوبي من منطقة البشارات الغرناطية . بالقرب من هذه المدينة توجد نواة رُبَيط ترفزكون.